# انجمن اسلامیه
انجمن اسلامیه یکی از سنگرهای مهم مقابله با مشروطه خواهان تبریز بود. تشکیل این انجمن کمی پیش از شروع مقاومت تبریز در مقابل قوای محمد علی شاه بود و پس از چند ماه جنگ با قوای ستارخان ساختمان آن تسخیر و سازمان آن برچیده شد.

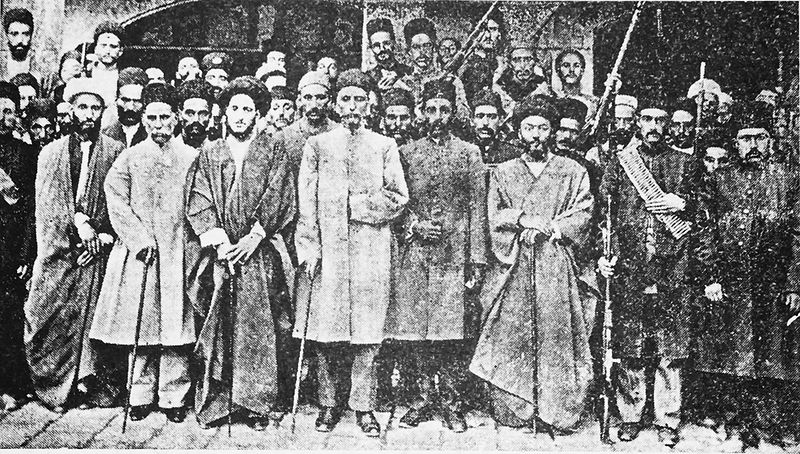
این پیکره نشان میدهد یک دسته از سران اسلامیه را. آنکه در میانه چوب بدست ایستاده مقتدرالدوله و در دست چپ او میرهاشم و پس از وی رحیم خان است. در دست راست مقتدرالدوله نقی خان رشیدالملک و پس از او حاجی میرمناف، و پس از او ضرغام است.

## تأسیس و اهداف آن
این انجمن در ساختمانی در محله سرخاب غربی و در کوچه‌ای که بعدها به نام کوچهٔ اسلامیه معروف شد، تأسیس شد. بنیان‌گذار انجمن میرهاشم دَوَچی بود که در ابتدای شروع نهضت مشروطیت با مشروطه طلبان همکاری نزدیک و مؤثر داشت ولی بتدریج با شروع سال ۱۲۸۷ (۱۳۲۶ ه ق) و مخالفت‌های روزافزون محمد علی شاه با مجلس و مشروطه، وی نیز با تبدیل انجمن دوه‌چی به انجمن اسلامیه و مکاتبه و ارتباط با دربار و شاه، علم طغیان و مبارزه با مشروطه را بر افراشت. 
هدف میرهاشم دوه‌چی و یارانش در این انجمن، مبارزه با مشروطه‌خواهان و جلوگیری از پیروزی ستارخان و نیروهای مبارز تبریز بود. میرهاشم دوه‌چی که خود از طرف مردم تبریز در دوره اول مجلس شورای ملی به نمایندگی انتخاب شده بود، پس از به توپ بستن مجلس و آغاز دوره استبداد صغیر، تغییر ماهیت داده به طرفداران محمدعلی شاه پیوسته و از طرف شاه فرمانی به نام او صادر شد با این مضمون که از چیرگی خود مژده می‌داد:
«... جناب مستطاب شریعتمدار آقا میرهاشم آقا، سلمه الله تعالی، با کمال قدرت فتح کردیم، مفسدین را تمام گرفتار کرده، سید عبدالله را به کربلا فرستادم و سید محمد را به خراسان، ملک المتکلمین و میرزا جهانگیر را سیاست کردم، مفسدین تماماً محبوس، شما هم با کمال قدرت مشغول رفع مفسدین باشید و از من هر نوع تقویت بخواهید حاضرم. منتظر جواب هستم... محمدعلی شاه قاجار»

## فعالیت‌ها و اعضاء
در محاصره یازده‌ماهه تبریز و جنگ‌های رهایی‌بخش به فرماندهی ستارخان و باقرخان و سایر رهبران قیام شهر، انجمن مزبور به دست میرهاشم دوه‌چی مرکز برنامه‌ریزی و سیاستگذاری طرفداران شاه علیه مشروطه‌خواهان بود.
اکثر روحانیان و روضه خوانان تبریز که بجهت در خطر افتادن منافع مادی و معنوی خود مخالف مشروطه شده و طلب مشروعه می‌کردند، در این انجمن جمع شده بودند. همچنین مستبدین و مالکین سرمایه‌دار و مباشرین آن‌ها و لوطی‌های محله دوه‌چی (شتربان) دور میر هاشم جمع شده و نیروی مسلح بزرگی تشکیل داده بودند.
از اعضاء مهم آن میرزا حسن مجتهد روحانی و مجتهد تبریز و حاجی میرزا کریم امام جمعه بود و بسیاری از جلسه‌های انجمن در منزل میرزا حسن تشکیل می‌شد. بعد از بمباران مجلس توسط محمدعلی شاه و تشکیل انجمن ایالتی تبریز، اسلامیه رسماً به اردوی دولتی پیوسته و به جنگ ستارخان و مشروطه طلبان همت گماشت. انجمن اسلامیه مردم را توصیه به زدن بیرق سفید (علامت تسلیم در مقابل قوای دولتی) به بالای در منازل می‌کرد.
همان روز آدینه هنگام پسین مجتهد و امام جمعه و میرزا صادق و برادرش میرزا محسن و دیگر ملایان بنام، هریکی با دسته‌ای از پیرامونیان در دوچی گرد آمده «اسلامیه» را نشیمن گرفتند. و به پشتیبانی میرهاشم و تفنگچیان دوچی، بامشروطه درفش دشمنی افراشتند. دانسته شد حاجی میرزا حسن از محمدعلی میرزا دستورهایی داشته و با او بهم بستگی میدارد. 
از کسانی که از میرهاشم دوه‌چی حمایت میکردند می‌توان از میر مناف و میر تقی صراف و از سرمایه‌داران بزرگ از حسن تاجرباشی روس، کنسول روس در تبریز و میرزا حسن نام برد.

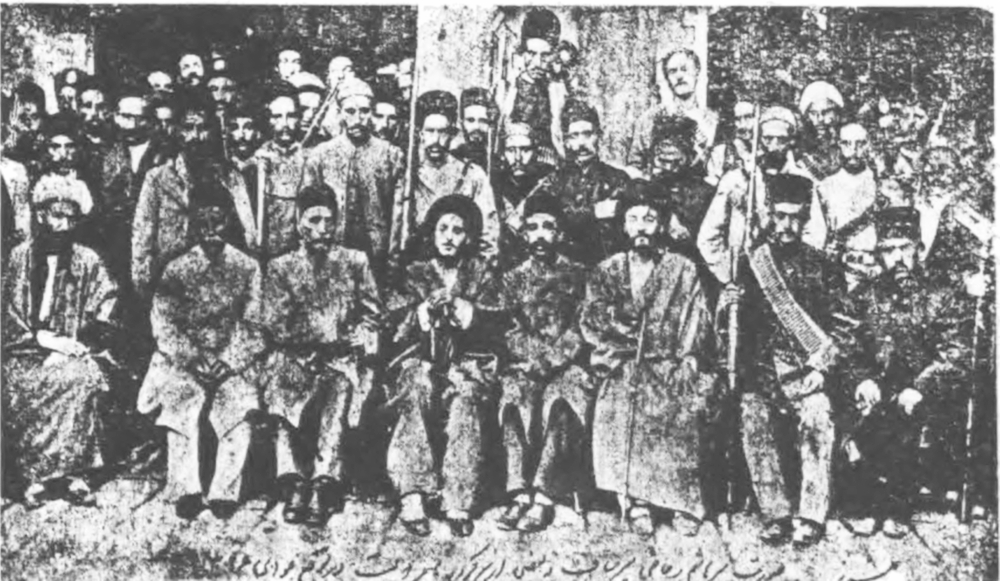
این پیکره نشان میدهد یک دسته از سران اسلامیه را

## نشریه‌ها
انجمن اسلامیه دو روزنامه به نام «اسلامیه» و «آملاعمو» منتشر می‌کرد. آملاعمو که به زبان عامیانه مردم نوشته می‌شد، مشروطه طلبان را دهری، بابی، و طبیعی مذهب می‌نامید. مخارج روزنامه و انجمن از طریق بازاریان طرفدار شاه پرداخت می‌شد.

## عاقبت کار
بعد از چهار ماه جنگ، چون پشت گرمی اسلامیه به قشون عین الدوله بود و او هم شکست خورده و عقب‌نشینی کرده بود میرزا حسن مجتهد و امام جمعه شب ۱۴ رمضان و میر هاشم و سواران و تفنگچی‌ها شب ۱۷ رمضان محله دوه‌چی و سرخاب را ترک و به اردوی دولتیان عقب‌نشینی کردند و مجاهدین مشروطه مرکز اسلامیه را تسخیر نمودند.
پس از پیروزی‌های مکرر مشروطه‌خواهان، سران انجمن اسلامیه به ستارخان پناه آورده و اسلحه خود را تحویل داده و تسلیم شدند. میرهاشم دوه‌چی از فرصت استفاده کرده به تهران فرار کرد.